# Jacaratia digitata
Jacaratia digitata là một loài thực vật có hoa trong họ Caricaceae. Loài này được (Poepp. & Endl.) Solms mô tả khoa học đầu tiên năm 1889.